# NGC 197
NGC 197 es una galaxia lenticular localizada en la constelación de Cetus.